# Острів Принца Уельського
 О́стрів При́нца Уе́льського (англ. Prince of Wales Island) — острів у Північному Льодовитому океані в складі Канадського Арктичного архіпелагу. Розташований на північний захід від півострова Бутія. Десятий за територією острів у Канаді; сороковий у світі.
Острів, площею в 33 339 км², належить канадській території Нунавут. Поверхня рівнинна. Найвища точка — 420 м над рівнем моря. Складений головним чином вапняками. Тундрова рослинність.
Перший прибулець на острів Принца Уельського — європеєць-дослідник Френсіс Леопольд Мак-Клінток (англ. Francis Leopold M'Clintock) (1851).